# SpaceX第四次星艦軌道試飛任務
第四次星艦軌道試飛任務（IFT-4）是SpaceX的的第四次星艦全系統聯合發射測試飛行，最終於2024年6月6日07:50 a.m. CT(或12:50 p.m. UTC+0、08:50 p.m. UTC+8)發射。
5月17日，SpaceX發函要求FAA決定是否在前次飛行未威脅到公共安全，並且在滿足其他發射要求的情況下，於前次飛行的調查仍在進行中時給予發射許可證。而在5月28日，FAA認定IFT-3未對公共安全造成威脅，但當時並未發布飛行許可。最終FAA於6月4日頒布此次飛行許可證。
SpaceX將可能在IFT-5進行超重型助推器的發射塔回收測試，或在今年有80~90%機率成功。而星艦上級的回收會在2次定點著陸(或濺落)後再做返回發射場的回收測試。

## 發射載具

##### B11
超重型助推器B11於2023年6月完主體組裝，並於同年10月14日及18日進行了低溫測試，11月19日B11被運回Mega Bay 1進行發動機及熱分離環安裝。2024年4月4日被運至軌道發射台(OLM)，在4月5日進行了靜態點火(Static Fire)測試，4月7日被運回Mega Bay 1進行發射前檢修。5月7日，B11的熱分級安裝完成。
此次目標是在墨西哥灣進行著陸點火(Landing Burn)和軟濺落(Soft Splashdown)。IFT-3時因液氧過濾器堵塞而造成渦輪泵的入口壓力損失從而無法正常點火，為此在IFT-4及以後的超重型助推器將在氧氣罐內配備額外的硬件，以進一步提高推進劑過濾能力。而為改進不正常擺動，此次預計將在返程點火(Boostback Burn)推進結束後拋棄熱分離環以減少返回時的質量。
此次超重型助推器B11成功升空並離開發射台，且通過了Max-Q、成功拋棄熱分離環並且濺落墨西哥灣。然而在發射後約4秒，B11上外圍的一台固定式的猛禽發動機熄火，但整體並未受影響可以繼續飛行。著陸點火(Landing Burn)時，一中圈可動式的猛禽發動機未能點火，但整體仍完成了著陸點火，成為首個完成海面濺落的超重型助推器。

##### S29
星艦S29於2023年9月26日進行了低溫測試，3月2日被放上亞軌道發射台B，3月7日進行了低溫測試，3月11日進行渦輪旋轉測試，於3月25日進行6發動機靜態點火，27日則進行單發動機靜態點火，而具SpaceX稱此次單發動機靜態點火使用了頭部油箱。3月28日被移下發射台並運回生產線進行飛行前檢修。
此次目標是實現星艦的受控進入。在IFT-3時因負責滾動控制的閥門堵塞，造成星艦失去控制姿態的能力。為此，SpaceX 在星艦上增加了額外的側滾控制推進器，以改善姿態控制冗餘，並升級硬體以提高抗堵塞能力。而最終未安裝的2塊、及1塊較薄的隔熱瓦(TPS)是為了測量在未受隔熱瓦保護時的加熱狀況及新形式的隔熱瓦。
此次星艦S29再次執行了海上著陸點火(Landing Burn)，是繼SN15後星艦再度執行著陸點火。此次S29於發射過程中順利進行了熱分級(Hot-Staging)，並且成功在再入(Re-entry)時的高溫中存活下來，以及在再入時全程連接星鏈衛星訊號直播。然而據馬斯克所述，在發射後約12分20秒，S29外部的攝影機因未知原因中斷，但內部攝影機仍可工作，並且飛行資訊的訊號上傳是未受影響的，直到發射後約36分56秒訊號恢復。而在發射後約57分12秒，S29的前襟翼(Flaps)疑似因過熱導致部分損壞，但由直播畫面來看，前襟翼直到最後仍連接艦體上，並成功完成了轉身著陸(Landing Flip)及著陸點火(Landing Burn)濺落印度洋。

## 任務進程

##### 2024年

###### 3月
- 25日，S29完成了全發動機靜態點火測試[23]。
- 27日，S29使用頭部油箱完成了單發動機靜態點火測試[24]。
- 28日，S29被移下發射台並運回生產線進行飛行前檢修[19][20]。

###### 4月
- 5日，B11成功進行全發動機靜態點火測試[9]。

- 7日，B11被運回Mega Bay 1進行發射前檢修[10][11]。
- 18日，FCC頒發了此次飛行的通訊許可證[25]。
- 28日，B11的熱分級環被運至Mega Bay 1[26]。

###### 5月
- 7日，B11的熱分級安裝完成[12]。
- 10日，S29被移入Mega Bay 2[27][28]。
- 10日，B11被移出Mega Bay 1並運往發射場[29][30]。
- 11日，B11被放置於發射台上[31]。
- 11日，S29被移至發射場[32]。
- 15日，B11和S29完成首次堆疊[33]。
- 16日，BS1129完成部分低溫測試[34]。
- 20日，BS1129完成首次濕式彩排(WDR)[35]。S29後被移下發射台[36]。
- 23日，SpaceX公開此次飛行計畫[37]及IFT-3的事故總結[38]。
- 26日，S29被重新堆疊於B11上[39]。
- 28日，BS1129完成第二次濕式彩排(WDR)[40]。
- 28日，FAA認定IFT-3未對公共安全造成威脅[3]，但尚未發布此次飛行許可。
- 29日，S29再度被移下發射台[41]。
- 30日，S29和B11的FTS(Flight Termination System)安裝完成[41]。

###### 6月
- 1日，S29被重新堆疊於B11上[42]。
- 4日，FAA頒布此次飛行許可證[4]。
- 4日，S29被再度移下發射台[43]。
- 5日，S29被重新堆疊於B11上[44]。
- 6日，UTC+0時間12點50分，星艦BS1129成功離開發射台，並且順利完成全部項目。B11雖然在上升階段及著陸階段皆有一發動機未能點火，但仍不影響整體測試。S29整體而言雖無重大故障，但在再入(Re-entry)時前襟翼(Flaps)疑似因過熱導致部分損壞，但直到最後也仍未脫落。另外，在發射後約12分20秒至約36分56秒之間外部攝影機訊號缺失，但整體通訊良好[1]。
- 12日，FAA在Email中回復，對於IFT-4無須進行事故調查[45]。

## 發射程序
長120分鐘的發射窗口於07:00 a.m. CT(或 12:00 p.m. UTC+0、08:00 p.m. UTC+8)開啟。
星艦BS1129最終於2024年6月6日12:50 p.m. (UTC+0)升空。
| 預定時間   | 發射程序                                                                           | 實際時間    | 備註             |
| ---------- | ---------------------------------------------------------------------------------- | ----------- | ---------------- |
| T-01:15:00 | 發射總監進行各部門投票決定是否開始加註推進劑                                       | T-01:04:XX  |                  |
| T-00:49:00 | 星艦S29液態甲烷開始裝載                                                            | T-00:50:XX  |                  |
| T-00:47:00 | 星艦S29液態氧開始裝載                                                              | T-00:50:XX  |                  |
| T-00:40:00 | 助推器B11液態甲烷開始裝載                                                          | T-00:43:XX  |                  |
| T-00:37:00 | 助推器B11液態氧開始裝載                                                            | T-00:43:XX  |                  |
| T-00:19:40 | 星艦S29及助推器B11猛禽發動機開始預冷                                               | N/A         |                  |
| T-00:03:20 | 星艦S29液態甲烷及液態氧(Liquid Oxygen)加注完成                                     | T-00:03:XX  |                  |
| T-00:02:50 | 助推器B11液態甲烷及液態氧(Liquid Oxygen)加注完成                                   | T-00:03:XX  |                  |
| T-00:00:30 | 發射總監確認是否進行發射                                                           | T-00:00:30  |                  |
| T-00:00:10 | 火焰偏轉器(水冷鋼板)啟動                                                           | T-00:00:08  |                  |
| T-00:00:03 | 助推器B11猛禽發動機開始啟動程序                                                    | T-00:00:02  |                  |
| T+00:00:00 | 無特別程序，等待所有發動機增加至指定推力                                           | N/A         |                  |
| T+00:00:02 | 升空                                                                               | T+00:00:02  | 一外圍發動機熄火 |
| T+00:01:02 | 星艦BS1129達最大動壓點(Max-Q)                                                      | T+00:00:59  |                  |
| T+00:02:41 | 助推器B11大部分猛禽發動機關機(MECO-Most Engines Cut Off)                           | T+00:02:46  |                  |
| T+00:02:45 | 熱分級Hot-Staging開始，星艦S29上的猛禽發動機啟動，脫離助推器B11                    | T+00:02:51  |                  |
| T+00:02:49 | 助推器B11返程點火(Boostback Burn)推進開始                                          | T+00:02:56  |                  |
| T+00:03:52 | 助推器B11返程點火(Boostback Burn)推進結束                                          | T+00:03:55  |                  |
| T+00:03:54 | 助推器B11拋棄熱分離環                                                              | T+00:04:06  |                  |
| T+00:06:39 | 助推器B11減速至跨音速                                                              | T+00:07:08  |                  |
| T+00:06:43 | 助推器B11著陸點火(Landing Burn)開始                                                | T+00:07:09  | 一中圈發動機熄火 |
| T+00:07:04 | 助推器B11著陸點火(Landing Burn)結束(助推器B11濺落墨西哥灣)                         | T+00:07:31  |                  |
| T+00:08:23 | 星艦S29上的猛禽發動機關機，開始沿跨地球軌道(LEO)飛行                               | T+00:08:36  |                  |
| T+00:47:25 | 星艦S29再入大氣層                                                                  | T+:00:44:50 | 前側襟翼部分損壞 |
| T+01:03:11 | 星艦S29減速至跨音速                                                                | T+01:03:24  |                  |
| T+01:04:01 | 星艦S29減速至亞音速                                                                | T+01:03:48  |                  |
| T+01:05:38 | 星艦S29開始轉身著陸(Landing Flip)，為了發動機點火將星艦艦身由水平翻轉為垂直於地面) | T+01:05:30  |                  |
| T+01:05:43 | 星艦S29著陸點火(Landing Burn)開始                                                  | T+01:05:40  |                  |
| T+01:05:48 | 星艦S29濺落印度洋(Soft Splashdown)                                                 | T+:01:05:58 |                  |

## 發射資訊
| 發射時間                      | 軌道         | 發射地點     | 原型序號 | 現狀                 | 降落地點 | 濺落最低速度 | 最高高度 | 試飛時間     | 結果 |
| ----------------------------- | ------------ | ------------ | --- | -------------------- | -------- | ------------ | -------- | ------------ | ---- |
| 2024年6月6日12:50 p.m.(UTC+0) | 跨大氣層軌道 | 德州博卡奇卡 | S29 | 水上降落後按計畫沉沒 | 印度洋   | 16km/h       | 213km    | 1小時5分58秒 | 成功 |
| 2024年6月6日12:50 p.m.(UTC+0) | 跨大氣層軌道 | 德州博卡奇卡 | S29整體而言無重大故障，但在再入(Re-entry)時前襟翼(Flaps)疑似因過熱導致部分損壞，但直到最後也仍未脫落，成功濺落印度洋。 |                      |          |              |          |              |      |
| 2024年6月6日12:50 p.m.(UTC+0) | 跨大氣層軌道 | 德州博卡奇卡 | B11 | 水上降落後按計畫沉沒 | 墨西哥灣 | 9km/h        | 109km    | 7分31秒      | 成功 |
| 2024年6月6日12:50 p.m.(UTC+0) | 跨大氣層軌道 | 德州博卡奇卡 | B11雖然在上升階段及著陸階段皆有一發動機未能點火，但仍不影響整體測試，成功濺落墨西哥灣。                                |                      |          |              |          |              |      |